# Troy Gentile
Troy Gentile é um actor juvenil norte-americano. Ele é mais conhecido por interpretar Barry Goldberg, na serie americana The Goldbergs.

## Filmografia
- The Late Late Show with Craig Ferguson (2005, "Episódio #2.22") como Craig Ferguson jovem
- Bad News Bears (2005)
- Access Hollywood (2006, "Episódio datado a 20 de Novembro de 2006") como ele próprio
- The Suite Life of Zack & Cody (2006, "Odd Couples") como Jeremy
- Nacho Libre  (2006) como Nacho Jovem
- Tenacious D in The Pick of Destiny (2006) como Jack Black Jovem
- The Making of Tenacious D in The Pick of Destiny (2006) como ele próprio
- Fugly (2007, filme para a TV) como Nathan
- Good Luck Chuck  (2007) como Stu Jovem
- I Could Never Be Your Woman (2007, Movie) como um rufia
- 9 Lives of Maria (2007, filme para a TV) como Larry
- Entourage (2008, "Episódio #5.03") como Mitchell
- Drillbit Taylor - Ryan
- Pineapple Express- Cena apagada
- Hotel for Dogs- Mark
- The Goldbergs-(serie,2013) como Barry Goldberg